# Естонска православна црква
Естонска православна црква (ЕПЦ; ест. Moskva Patriarhaadi Eesti Őigeusu Kirik, MPEÕK) јесте самоуправна црква под јурисдикцијом Руске православне цркве.
Постоји још и Естонска апостолска православна црква под јурисдикцијом Цариградске патријаршије.

## Историја
На заједничкој сједници Светог синода и Високог црквеног савјета Руске православне цркве од 10. маја 1920. одлучено је да се дијелу Псковске епархије и Ревељског викаријатства у Естонији призна аутономија. Православна црква у Естонији је одлуком патријарха московског Тихона од 15/28. јуна 1920. добила самосталност (аутономију) у црквено-привредним, црквено-административним, школско-просвјетитељским и црквено-грађанским пословима.
Септембра 1922. Сабор Естонске апостолске православне цркве се обратио молбом васељенском патријарху Малетију IV како би Православна црква Естоније прешла под јурисдикцију Цариградске патријаршије, а затим добила и аутокефалност. Митрополит талински и све Естоније Александар (Паулус) тврдио је да је молба донесена под политичким притиском. Дана 7. јула 1923. васељенски патријарх је донио Томос о примању Православне цркве Естоније у јурисдикцију Цариградске патријаршије као засебног црквеног аутономног округа „Естонска православна митрополија“. Затим, Естонија је подијељена на три епархије: Талинску, Нарвску и Печерску.
Након потписивања Споразума Рибентроп—Молотов тј. тајног протокола којим је извршена подјела интересних сфера у прибалтичким републикама (1939) Синод Православне цркве Естоније се 10. новембра 1940. обратио патријарашком мјестобљуститељу Сергију, митрополиту московском и коломенском, са молбом да се Естонска православна црква врати под јурисдикцију Московског патријархата. Поновно сједињење Естонске православне цркве са материнском Руском православном црквом је извршено 28. фебруара 1941. одлуком митрополита Сергија и потписивањем акта. Након почетка рата митрополит Александар је поновно прешао под цариградску јурисдикцију, док је епископ нарвски Павле остао вјеран Московском патријархату. Епископ печерски Јоан је још 1932. напустио катедру. Након ослобођења Талина од њемачке окупације митрополит Александар је напустио Естонију, а Синод Естонске апостолске православне цркве се обратио патријарашком мјестобљуститељу Алексију, митрополиту лењинградском и новгородском, са молбом да се врате под московску јурисдикцију.
Након повратка Православне цркве у Естонији под омофор Руске православне цркве за архиепископа естонског и талинског је постављен Павле (Дмитровски), дотадашњи архиепископ нарвски. Један од каснијих естонских архијереја је био и Алексије (Ридигер), потоњи руски патријарх. Њега је Свети синод изабрао 14. августа 1961, а у међувремену је постао архиепископ (1964) и митрополит (1968). На том положају је остао до 28. јула 1986. када је изабран за митрополита лењинградског и новгородског.
Васељенски патријарх Димитрије Први је 3. маја 1978. ставио ван снаге патријарашки и синодални томос од 1923. којим је Православна црква у Естонији издвојена из Московског патријархата. Међутим, након независности Естоније (1991) поновно се појавило ривалство Москве и Цариграда.
Естонској православној цркви је патријарашким томосом Алексија Другог од 26. априла 1993. дарована самосталност у црквено-административним, црквено-привредним, црквено-просвјетитељским и црквено-грађанским пословима. Архипастир ЕПЦ је постао епископ талински и све Естоније Корнилије (Јакопс), данас митрополит. Уставом Руске православне цркве призната је као самоуправна црква. Међутим, Свети синод Цариградске патријаршије је 22. фебруара 1996. вратио на снагу патријарашки и синодални томос од 1923. и успоставио аутономну Естонску апостолску православну цркву под својом јурисдикцијом. Због тога су Москва и Цариград накратко прекинули евхаристијско општење (1996), а помјесне цркве и данас не признају цариградску ЕАПЦ као аутономну цркву.

## Устројство
На челу Естонске православне цркве је митрополит талински и све Естоније који је и епархијски архијереј Талинске епархије. Он канонски управља Црквом уз сарадњу епископата, свештенства и световњака. Предстојатеља бира Сабор Естонске православне цркве из реда кандидата које предлаже Синод ЕПЦ, а одобрава патријарх московски и све Русије и Свети синод Руске православне цркве. Изабрани кандидат ступа на предстојатељску дужност након потврде патријарха. Од 11. августа 1992. предстојатељ ЕПЦ је митрополит Корнилије (Јакопс).
Општи црквеноправни акт којим се прописује црквено устројство је Устав Естонске православне цркве (рус. Устав Эстонской Православной Церкви).
Сабор Естонске православне цркве врши законодавну, административну, судску и контролну власт. Саборски чланови су: све свештенство, световни чланови Синода и по један изабрани световњак из сваке парохије. Сабором предсједава предстојатељ. Одлуке Сабора ЕПЦ потврђује патријарх московски и све Русије.
Предстојатељ и Синод Естонске православне цркве управљају Црквом у периоду између два засједања Сабора. Синодски чланови су: предстојатељ, викарни архијереј, епархијски архијереји, по један представник из реда свештеника из сваке епархије које поставља архијереј, као и два свештеника и два световњака које бира Сабор са мандатом од три године. Постоји још и трочлана Црквена ревизиона комисија потчињена предстојатељу и Сабору.

## Епархије
Естонска православна црква има укупно двије епархије (Талинску и Нарвску). Талинску епархију чине два намјесништва (Западно и Источно) са 23 парохије. Нарвску епархију чини 9 парохија.
Дана 27. маја 2009, одлуком Светог синода Руске православне цркве, успостављена је дужност викарног епископа на коју је назначен намјесник Јовано-Богословског Макаровског манастира града Саранска — архимандрит Лазар (Гуркин). Хиротонија је извршена 21. јула 2009. године. Одлуком Светог синода од 30. маја 2011. у саставу Естонске православне цркве је основана Нарвска епархија, поред тада једине постојеће Талинске епархије којом управља митрополит талински и све Естоније. На чело епархије постављен је дотадашњи викарни епископ Талинске епархије г. Лазар (Гуркин) са титулом „епископ нарвски и причудски“.